# Pagani Automobili

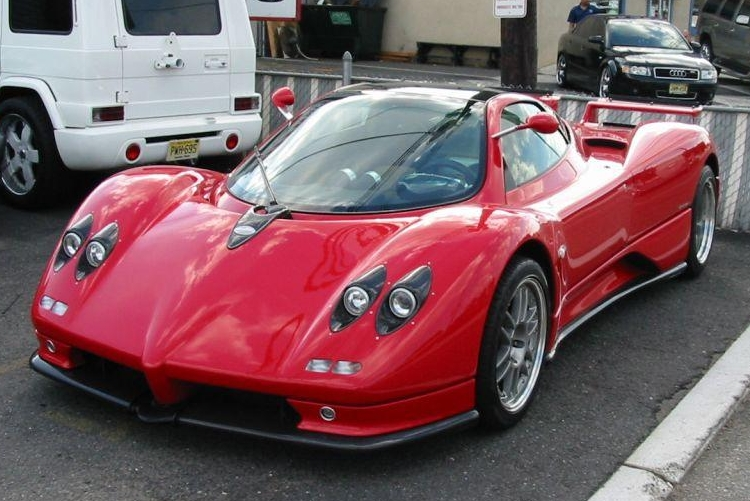
Pagani Zonda S

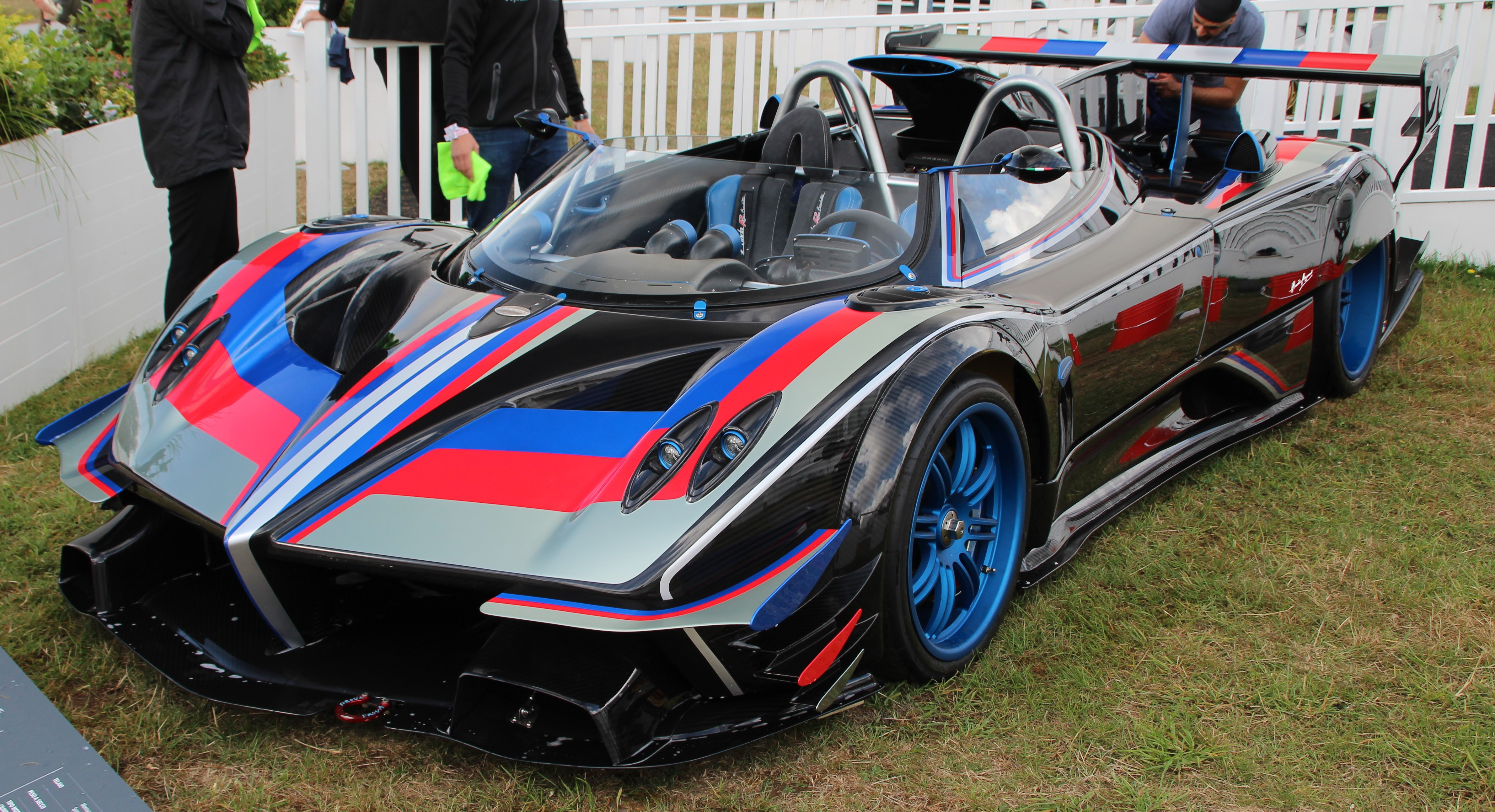
Pagani Zonda Revo Barchetta

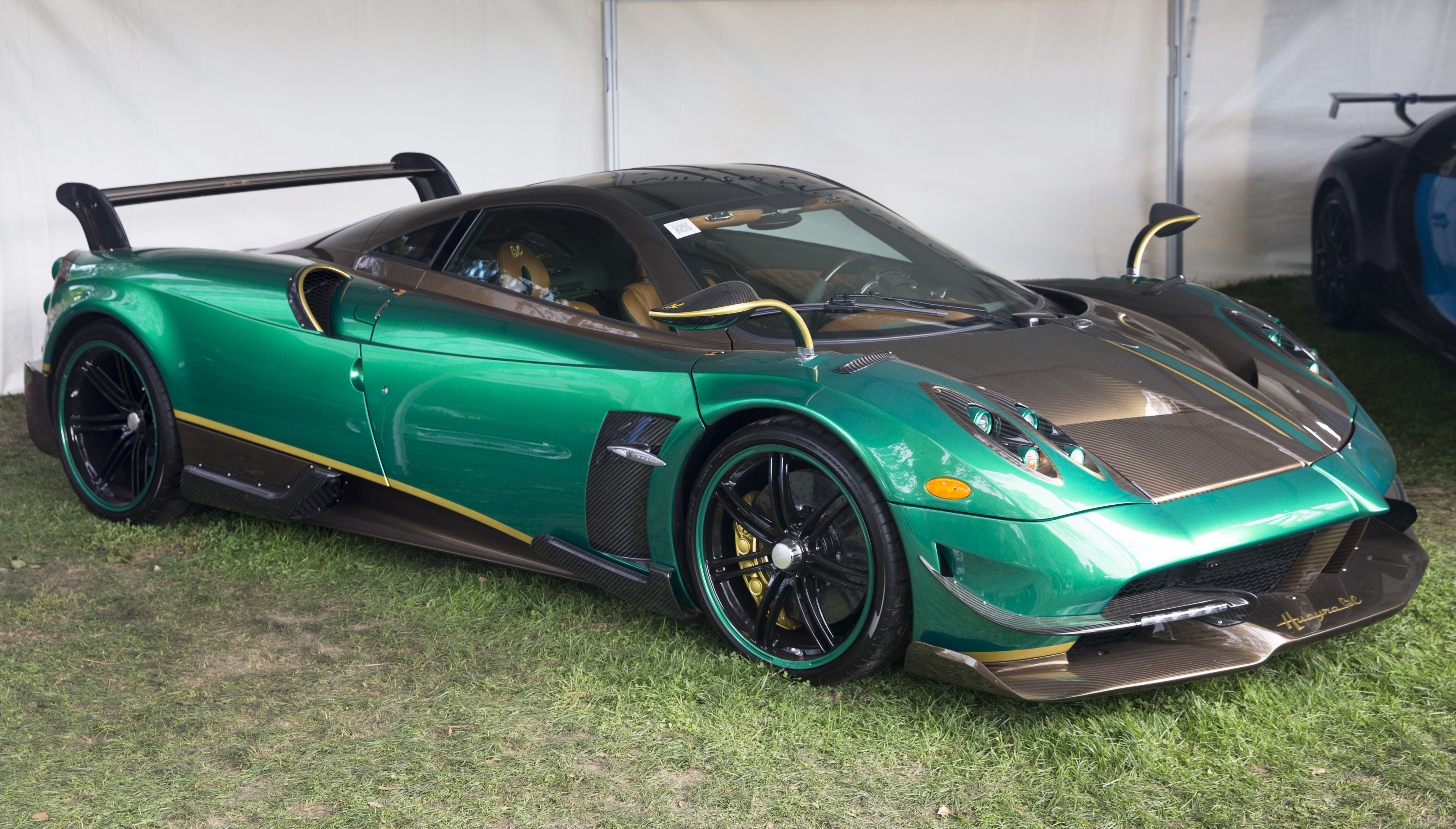
Pagani Huayra

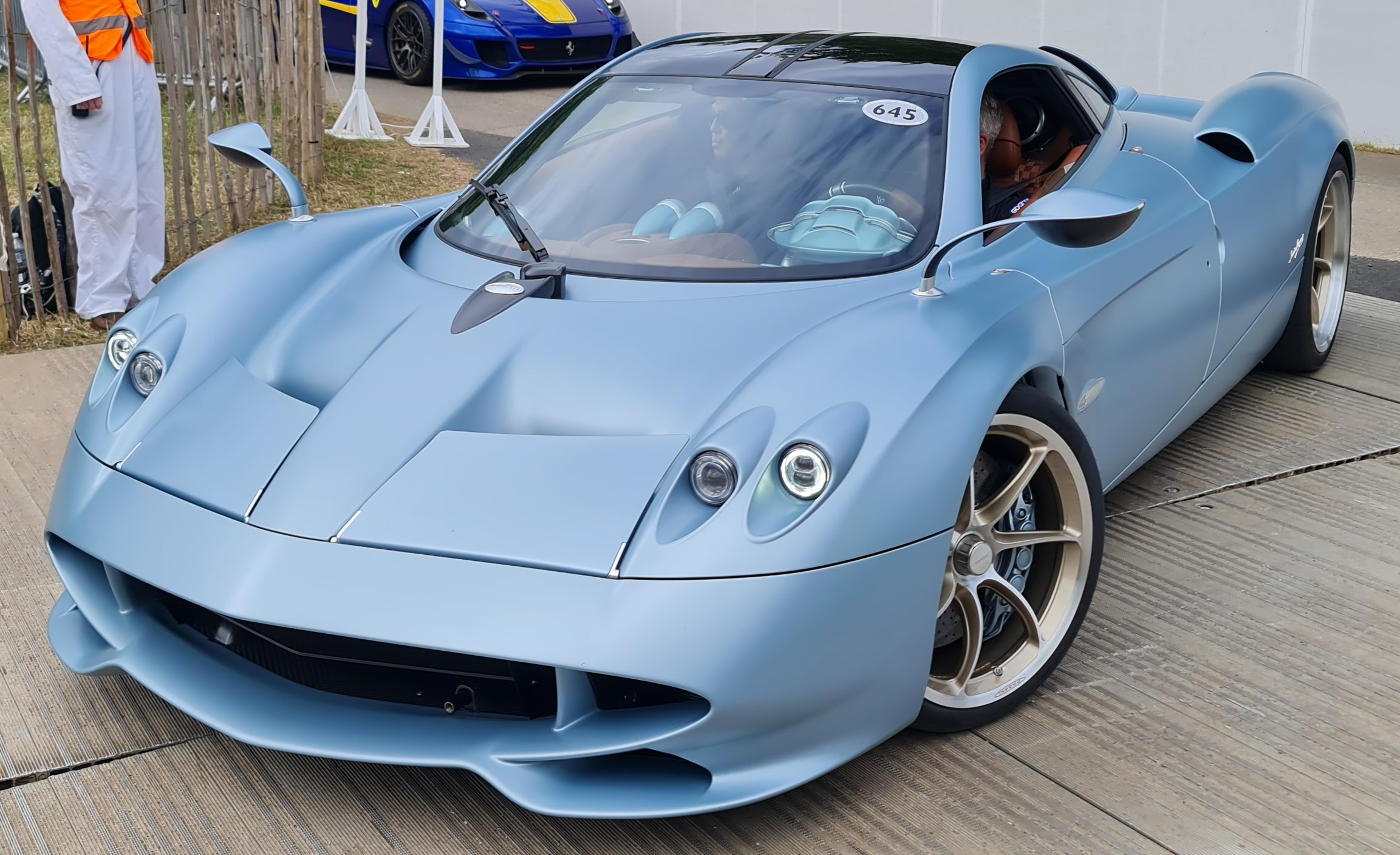
Pagani Huayra Codalunga

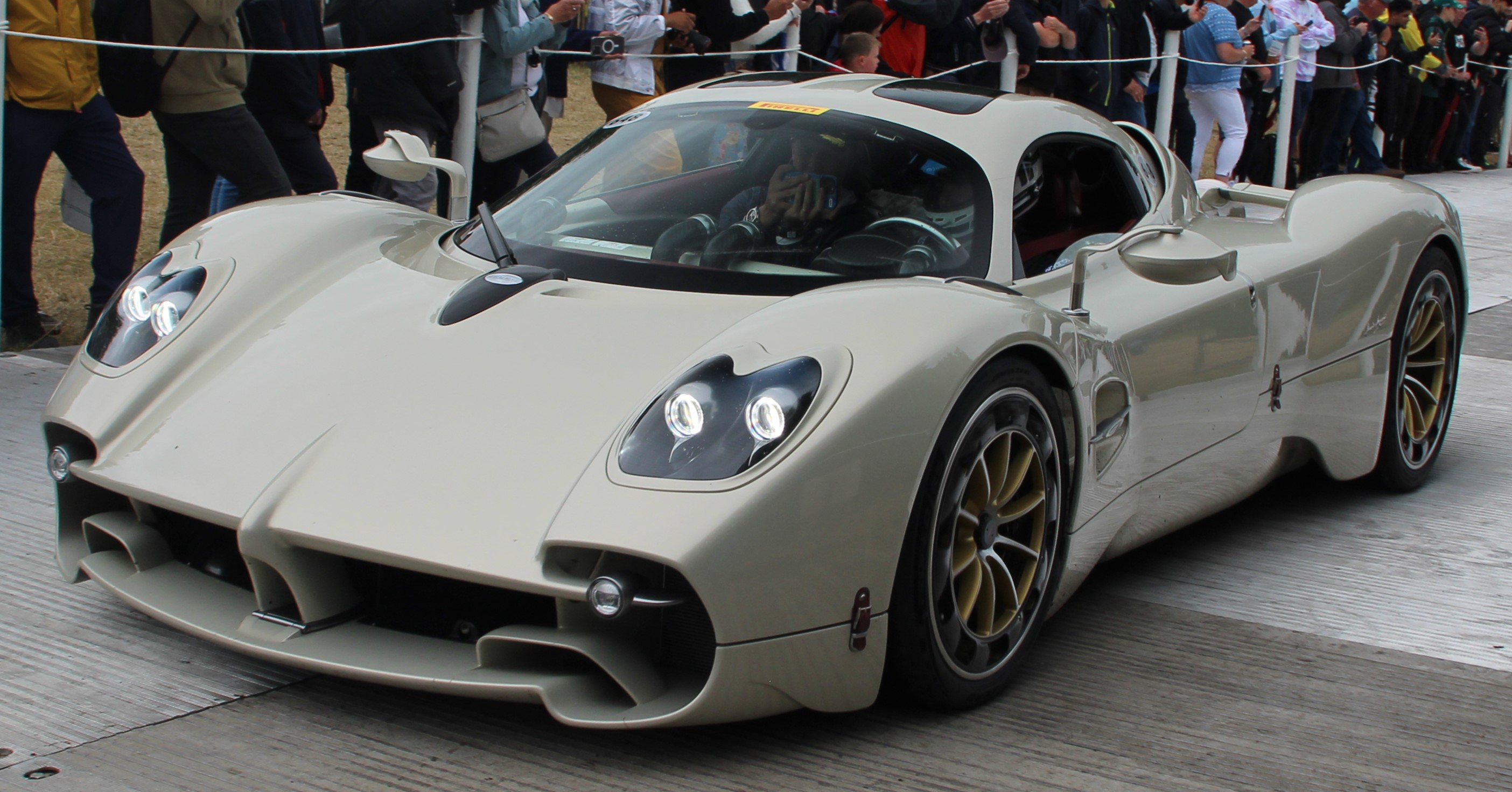
Pagani Utopia

Pagani Automobili S.p.A. – włoski producent supersamochodów z siedzibą w San Cesario sul Panaro działający od 1992 roku.

## Historia

### Początki
Po pierwszych udanych eksperymentach z modyfikacjami wyścigowych bolidów w szkole średniej, wstępem do profesjonalnego konstruowania samochodów dla Horacio Paganiego z argentyńskiej Casildy były studia z projektowania przemysłowego w Rosario. Poznał tam słynnego kierowcę wyścigowego Juana Manuela Fangio, który polecił mu wyjazd do Włoch w celu pozyskania najlepszej jakości nauki od praktyków. Zachęcony tym Pagani, w 1983 roku w wieku 28 lat wraz z małżonką wyemigrował do ojczyzny przodków, gdzie poznał ówczesnego dyrektora technicznego Lamborghini. Zatrudnił się tam na stanowisku sprzątającym, by szybko awansować w kolejnych stopniach jako pracownik działu materiałów kompozytowych. Gdy Pagani wystąpił do firmy o zainwestowanie w autoklaw do profesjonalnego wytwarzania lekkich nadwozi z włókien węglowych, spotkał się z odmową. W ten sposób, Argentyńczyk sam kupił taką maszynę za bankowy kredyt i w 1987 roku we włoskiej Modenie założył firmę Modena Design.
Przedsięwzięcie Paganiego odniosło duży sukces. Kompozytowe kadłuby nabywały zarówno firmy wytarzające bolidy wyścigowe, jak i wielcy produenci z Włoch i Niemiec jak Ferrari czy Daimler. Zachęcony sukcesem swojej firmy, w 1992 roku Horacio Pagani utworzył kolejną firmę, tym razem mającą na celu produkowanie własnej konstrukcji, niskoseryjnych samochodów sportowych sygnowanym marką nazwaną od nazwiska założyciela.

### Firma Pagani
Pagani Automobili założono na przedmieściach włoskiej Modeny, w miasteczku San Cesario sul Panaro. Horacio Pagani od podstaw zaprojektował zarówno siedzibę firmy i manufakturę, jak i opracował proces produkcyjny przyszłego pierwszego samochodu marki Pagani. Rozwój pojazdu rozpoczął się w 1993 roku pod kodem fabrycznym C8, kończąc się 6 lat później z końcem lat 90. XX wieku. W marcu 1999 roku podczas Geneva Motor Show zadebiutowała oficjalnie Pagani Zonda jako niszowy supersamochód. Samochód pozostał w masowej produkcji przez kolejne 12 lat, stanowiąc bazę dla wielu limitowanych wersji specjalnych, które odróżniały się od siebie zarówno pakietami stylistycznymi, malowaniem nadwozia i parametrami technicznymi.
Jeszcze gdy powstawały ostatnie sztuki wersji specjalnych Zondy, w grudniu 2010 Pagani przedstawiono zapowiedź następcy tego modelu w postaci modelu o kodzie farbycznym C9. Miesiąc później, na początku 2011 roku, oficjalnie zadebiutował drugi model w historii włoskiej firmy - Huayra. Podobnie jak poprzednik, samochód poza wariantem specjalnym posłużył jako baza dla licznych wariantów specjalnych w twardym lub składanym dachem, pozostając w produkcji przez kolejne 12 lat i zapewniając włoskiej firmie stabilny wzrost popularności. W grudniu 2021 firma otworzyła swoje oficjalne przedstawicielstwo i punkt dealerski w Polsce. W kolejnym roku Pagani przedstawiło następcę Huayry w postaci swojego trzeciego modelu w historii, we wrześniu 2022 oficjalnie prezentując supersamochód Utopia.
Od momentu premiery Zondy w 1999 roku, Pagani stale współpracuje z Mercedesem-AMG głównie na polu jednostek napędowych.

## Modele samochodów

### Obecnie produkowane
- Utopia

### Historyczne
- Zonda (1999–2013)
- Zonda 760 (2012–2022)
- Huayra (2011–2023)

### Studyjne
- Pagani Alisea (2024)